# Ethel Charles
Ethel Mary Charles (1871–1962) fue la primera mujer en ser admitida en el Instituto Real de Arquitectos británicos (RIBA) en 1898.

## Primeros años
Ethel Charles y su hermana Bessie se formaron como arquitectas en la oficina de Ernest George y Harold Peto. En 1893, ambas intentaron continuar su formación y asistir a la Architectural Association pero se les negó el ingreso. Ethel completó parte del curso ofrecido por la Escuela de Arquitectura Bartlett, donde recibió distinciones. Los dibujos de Ethel expuestos en la colección del RIBA documentan sus viajes a través de Inglaterra, Francia e Italia. Después de estudiar con Ernest George, comenzó a trabajar como ayudante de Walter Cave, donde estudió la arquitectura gótica y doméstica. En junio de 1898, aprobó los exámenes del RIBA para ser miembro asociado. A pesar de oposición inicial, su afiliación finalmente fue concedida, 51 votaron a favor y 16 en contra.

## Trayectoria
Incapaz de obtener encargos de proyectos de gran escala, los cuales estaban reservados exclusivamente para los varones, Ethel Charles estuvo forzada a trabajar en modestos proyectos habitacionales como viviendas para trabajadores. Con frecuencia trabajó junto a su hermana, la segunda mujer en ser miembro del RIBA en 1900. Charles declaró públicamente que las mejores oportunidades para las arquitectas eran los encargos comerciales pero la única referencia de su trabajo en diseños de gran escala es la premiada Iglesia realizada en Alemania en 1905. Ese mismo año le otorgaron la Medalla de Plata de RIBA.
Las axonométricas realizadas por Ethel Charles de las viviendas para trabajadores de 1895 son presentadas por el RIBA como un ejemplo de cómo el tradicional estilo inglés empezó a evolucionar hacia los movimientos de Arts and Crafts y Ciudad Jardín.

## Reconocimientos
En su honor se celebró el 5 de julio de 2017 un día de campaña en las redes sociales reconociendo la labor de las mujeres en la arquitectura.